# Physiotherapeut
Physiotherapeuten sind Personen, die einen Gesundheitsfachberuf erlernt haben und zur Ausübung der Physiotherapie befähigt sind.

## Ausbildung

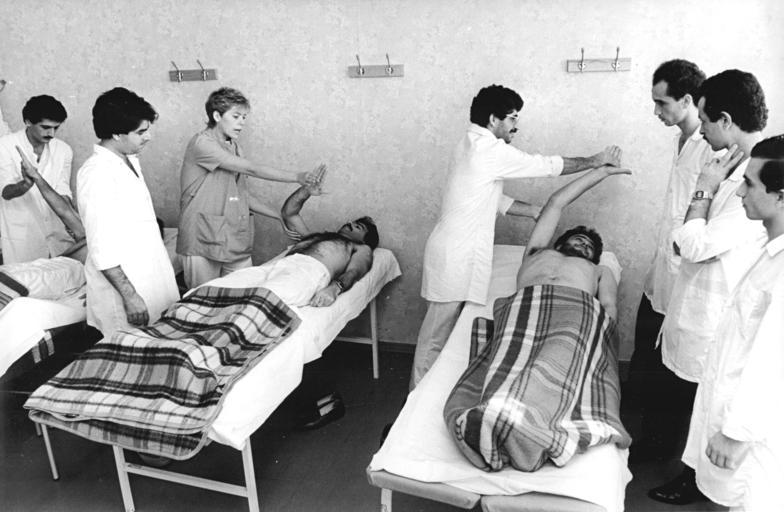
Ausbildung von Physiotherapeuten 1986

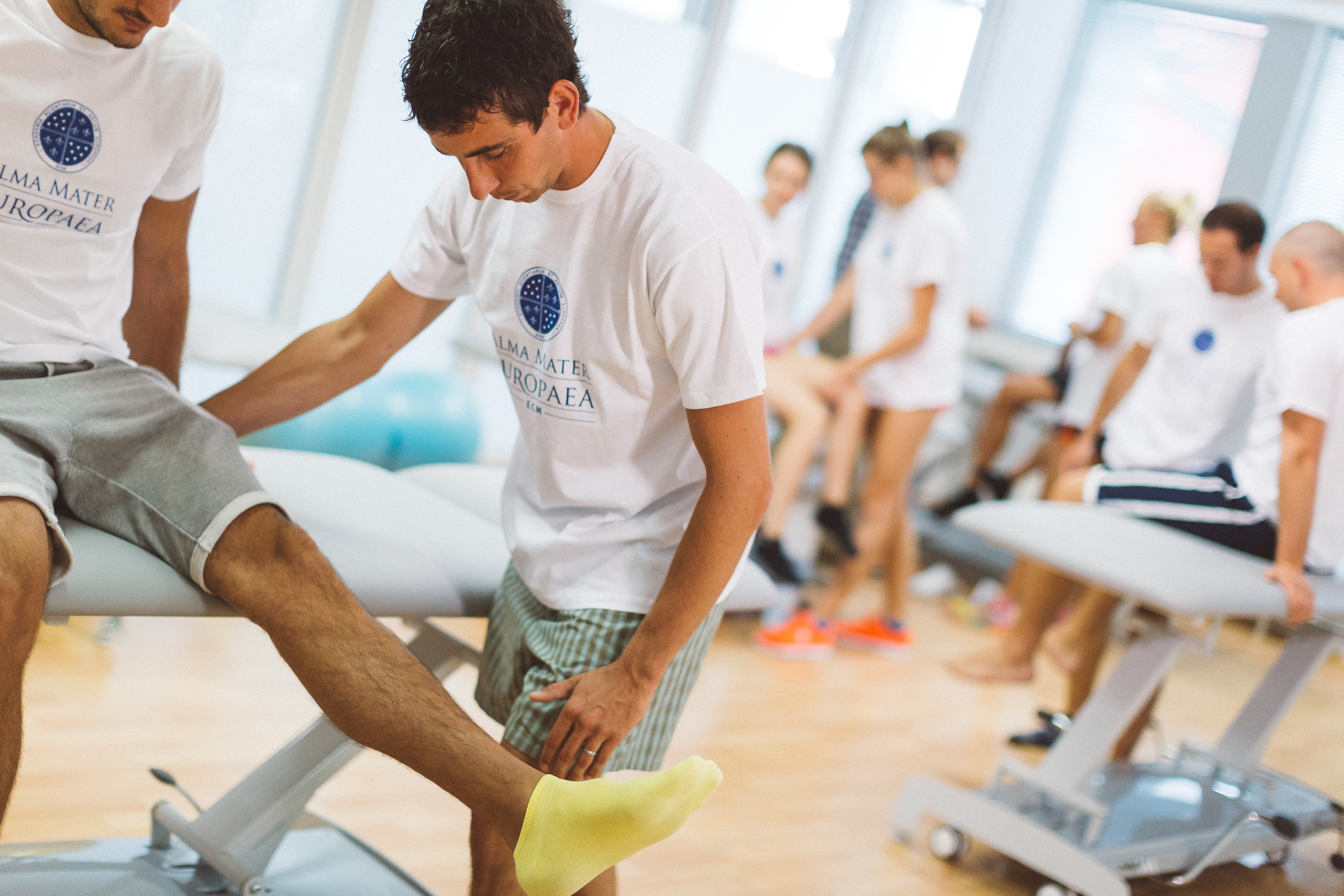
Ausbildung von Physiotherapeuten 2016

### Deutschland
In Deutschland regelt das Masseur- und Physiotherapeutengesetz (MPhG) seit 1994 die Ausbildung zum Physiotherapeuten. Bis dahin war in den alten Bundesländern die Bezeichnung Krankengymnast üblich (vgl. Physiotherapie). Zu dem MPhG gehört eine Ausbildungs- und Prüfungsverordnung, die die dreijährige Ausbildung näher regelt. Sie umfasst derzeit 2900 Stunden theoretische und 1600 Stunden praktische Ausbildung. Der Theorie-Unterricht findet nur in staatlich zugelassenen Schulen statt. Der praktische Anteil wird zum Teil in der Schule, zum größten Teil aber in zugelassenen Praktikumseinrichtungen absolviert. Den Abschluss bildet eine staatliche Prüfung (Examen) mit schriftlichem, mündlichem und praktischem Teil.  Die Verfassung einer Abschlussarbeit ist für einen Abschluss nicht notwendig.
Deutschland hatte für die Physiotherapie bisher keine allgemeine akademische Ausbildung definiert. Seit dem Wintersemester 2010 kann man in Bochum an der Hochschule für Gesundheit (HSG) Physiotherapie studieren. Seit 2011 bietet die FH Aachen einen dualen Studiengang Physiotherapie an. Die Bernd-Blindow-Schulen bieten den ausbildungsbegleitenden Erwerb der Fachhochschulreife, die Ausbildung und das darauf folgende Studium Bachelor of Arts Medizinalfachberufe an. Analog zum europäischen Ausland ist in Deutschland mit einer fortschreitenden Akademisierung des Berufsstandes zu rechnen. So hat beispielsweise im Juli 2012 der Wissenschaftsrat empfohlen, Physiotherapie und andere Heilberufe verstärkt an Fachhochschulen auszubilden.
Die unvergütete Ausbildung zum Physiotherapeuten umfasst in Deutschland drei bis vier Jahre und wird sowohl an privaten wie auch an staatlichen Schulen durchgeführt. Zum Abschluss der Ausbildung wird in Deutschland eine staatlich anerkannte Prüfung abgelegt. Hat der Schüler diese bestanden, so ist er „staatlich anerkannter Physiotherapeut“. Um Diplom-Physiotherapeut zu werden, muss ein weiteres Ausbildungsjahr (meistens im Fernstudium) absolviert werden, allerdings wird hierfür die Fachhochschulreife benötigt.

### Österreich
In Österreich regelt seit 1992 das MTD-Gesetz (Bundesgesetz über die Regelung der gehobenen medizinisch-technischen Dienste) mit den zugehörigen Ausbildungsverordnungen (FH-MTD-AV) den Beruf sowie die Ausbildung der Physiotherapeuten. Seit 2006 wurde die Ausbildung in das Hochschulsystem übergeführt und findet nunmehr im Rahmen von FH-Bachelor Studiengängen statt. Das Studium umfasst 75 % theoretische Ausbildung, 25 % klinisch praktische Ausbildung bei 180 ECTS und einer Workload von 4500 Stunden. Im Rahmen des Studiums sind zwei Bachelorarbeiten zu verfassen, den Abschluss bildet eine Bachelorprüfung. Anders als in Deutschland ist in Österreich die manuelle Lymphdrainage ebenfalls Teil der Ausbildung.
In Österreich wird die Ausbildung an Fachhochschulen im Rahmen von Bachelorstudiengängen angeboten, die 6 Semester (180 ECTS) dauern. Mit Abschluss des Studiums sind die Absolventen zur Berufsausübung und zum Führen der gesetzlich geregelten Berufsbezeichnung „Physiotherapeut/Physiotherapeutin“ berechtigt. Absolventen eines Fachhochschulstudienganges für Physiotherapie sind dazu berechtigt, ihren akademischen Grad (BSc) zu führen. Alternativ dazu gibt es die Möglichkeit, Physiotherapie direkt an einer Fachhochschule zu studieren. Das Studium an den meisten anbietenden Fachhochschulen dauert 6 bis 8 Semester.

### Weitere Länder
In Ländern wie Belgien findet die vollständige Ausbildung auch an Universitäten statt. Die Ausbildungsdauer beträgt dort 8 bis 10 Semester und schließt mindestens mit einem Master ab.  Ein weiterführendes Doktoratsstudium ist ebenfalls möglich.

### Zugangsvoraussetzungen
Um sich in Deutschland als Physiotherapeut ausbilden zu lassen, benötigt man als Zugangsvoraussetzung mindestens die Mittlere Reife. Die Vollendung des 17. Lebensjahres ist nicht mehr notwendig. Für das Verbundstudium zum Bachelor of Science in der Physiotherapie (FH) ist die Fachhochschulreife oder eine abgeschlossene Ausbildung zum Physiotherapeuten Voraussetzung. Außerdem sind gute Noten in den naturwissenschaftlichen Fächern und auch im Fach Deutsch erwünscht.
In Österreich und einigen anderen Ländern (zum Beispiel USA, Australien oder Schweden) ist die allgemeine Hochschulreife (Matura, Abitur) Voraussetzung, um zum Studium der Physiotherapie zugelassen zu werden. Im Zuge des Bologna-Prozesses soll bis zum Jahr 2010 allgemein im europäischen Raum auf ein Fachhochschulstudium umgestiegen werden.
 Physiotherapeuten schließen dann mit dem akademischen Titel Bachelor of Science ab.

### Ausbildungsfächer
Es wird Vollzeitunterricht erteilt. Dabei gibt es theoretischen Unterricht an der Schule und praktische Ausbildung in Fachkliniken sowie in geeigneten Rehabilitationseinrichtungen.
Aufgrund des permanenten Zuwachses an Heilwissen und Behandlungsalternativen sind die Lehrfächer und das Lernpensum heute sehr umfangreich. Letztendlich dient dies den Patienten, denen dadurch eine große Auswahl an Behandlungsmethoden zur Verfügung steht, die ihnen mehrere Wege zu einem individuell befriedigenden Heilerfolg ermöglichen.
Unterrichtet werden vor allem physiotherapeutische Befund- und Untersuchungstechniken, Massagetherapie, Hydro-, Balneo- (Bäderkunde), Thermo- und Inhalationstherapie, Elektro-, Licht- und Strahlentherapie, Prävention und Rehabilitation, Bewegungserziehung und Bewegungs- und Trainingslehre.
Die Theorie dabei umfasst die Fächer Anatomie, Physiologie, spezielle Krankheitslehre und auch physiotherapeutische Basistechniken. Zu erwähnen ist hier, dass die Anatomie des Bewegungsapparates die zentrale Arbeitsgrundlage für die gesamte Physiotherapie darstellt. Daher sollte sich ein Physiotherapeut in diesem Bereich ein sehr umfassendes Wissen aneignen, dies wird in der Ausbildung entsprechend betont.
Zu den klinisch-praktischen Fächern der Ausbildung zählen Orthopädie, Chirurgie/Traumatologie, Innere Medizin, Kardiologie, Pädiatrie, Gynäkologie, Neurologie, Psychiatrie und Neurochirurgie.
Ergänzend werden auch spezielle physiotherapeutische Techniken, wie z. B. Manuelle Therapie, medizinische Trainingstherapie, Manuelle Lymphdrainage, und neurophysiologische Techniken wie Bobath, Vojta, PNF oder Brunkow in Teilen unterrichtet.

### Ergänzte Ausbildung
Außer der üblichen Ausbildung zum Physiotherapeuten gibt es auch die kombinierte Ausbildung zum Physiotherapeuten und Gymnastiklehrer, allerdings nur an wenigen Ausbildungseinrichtungen.

## Fort- und Weiterbildung
Die Entwicklung der Medizin, die ständige Rückmeldung aus der Grundlagenforschung und die permanente Weiterentwicklung der Behandlungsverfahren verändern die Anforderungen in Ausbildung und Berufsalltag in relativ kurzen Abschnitten. Regelmäßige Fort- und Weiterbildungen sind obligatorisch. Die Berufsverbände (siehe unten), Arbeitsgemeinschaften und Arbeitskreise haben dazu eine Fülle von Angeboten. Fortbildungskurse frischen die bestehenden Kenntnisse auf. Sie enden zwar nicht immer mit einer Prüfung, führen aber gegenüber den meisten Ärzten und Patienten zu einer höheren Akzeptanz und mehr Vertrauen.
Außerdem gibt es von den Krankenkassen anerkannte Fortbildungen, die mit einer Prüfung abschließen und den Physiotherapeuten anschließend zur Abrechnung des erlernten Heilmittels berechtigen. Dazu gehören unter anderem Manuelle Lymphdrainage, KG-Gerät, Bobath-Konzept, Vojta-Therapie, PNF und Manuelle Therapie.
Weiterbildungsmaßnahmen schließen fast immer mit einer Prüfung ab und führen zu einer Höherqualifizierung. Sie beinhalten immer ein komplettes Behandlungskonzept. Sie können auch der Spezialisierung zu einer Lehrtätigkeit dienen. Die Ausbildung dauert in Vollzeit 3 Jahre. Kombinierte Ausbildungen, die zusätzlich den Abschluss als Gymnastiklehrer vermitteln, dauern zwischen 3 ½ und 4 ½ Jahre.
In Österreich wurde zur Erfassung der kontinuierlichen Fort- und Weiterbildungsaktivität das MTD-CPD Zertifikat entwickelt. Zur Ausstellung sind in 3 Jahren mind 100 Punkte zu erreichen. Als Fortbildungsaktivitäten werden hier im Sinne des Lebenslangen Lernens und der beruflichen Weiterentwicklung, nicht nur Kurse, sondern z. B. auch Tagungsbesuche, Vortrags- oder Autorentätigkeit berücksichtigt. Beantragt werden kann das MTD-CPD Zertifikat von allen Berufsangehörigen bei Physio Austria, Bundesverband der PhysiotherapeutInnen Österreichs.

## Arbeit von Physiotherapeuten
Nach abgeschlossener Berufsausbildung gibt es beispielsweise Ausübungsmöglichkeiten in Krankenhäusern, Kliniken, Einrichtungen der Rehabilitation, Physiotherapeutischen Lehranstalten, Kur- und Erholungseinrichtungen, Fitness-Studios, sozialen Einrichtungen (Altenheim, Pflegeheim, mobile Pflegedienste) und auch bei Sportvereinen zur professionellen, therapeutischen Betreuung der Sportler. Auch kann man sich, sobald man die Abschlussprüfung bestanden hat, selbstständig machen. In Österreich ist eine freiberufliche Berufsausübung unmittelbar mit Erlangen der Berufsberechtigung möglich. Die Anzahl der beschäftigten Physiotherapeuten ist in Deutschland von 110.542 im Jahr 1999 auf 176.870 im Jahr 2011 gestiegen.
Bei der Berufsausübung ist Teamarbeit unter den Physiotherapeuten, aber auch die gute Zusammenarbeit mit Ärzten gefragt, denn die Arbeit des Physiotherapeuten ergänzt und unterstützt die ärztliche Therapie sinnvoll.
Nach der ärztlichen Verordnung werden eigenverantwortliche Behandlungspläne aufgestellt und durchgeführt. Dabei wird darauf geachtet, dass die Schäden nicht nur „repariert“ werden, sondern auch der korrekte Bewegungsablauf als Ganzes im Auge behalten wird, um Verletzungen gar nicht erst entstehen zu lassen.
Physiotherapie wird von Physiotherapeuten in unterschiedlicher Form und Vielfalt ausgeübt.
Physiotherapeuten analysieren und interpretieren Schmerzzustände, sensomotorische Funktions- und Entwicklungsstörungen (z. B. die Hyper- oder Hypomobilität eines Gelenks), um sie mit spezifischen manuellen und anderen physiotherapeutischen Techniken zu beeinflussen. Primärer Ansatzpunkt ist das Bewegungssystem und das Bewegungsverhalten; Ziel ist, Schmerzfreiheit und ökonomisches Bewegungsverhalten im Alltag zu erreichen bzw. – im Falle von irreversiblen Funktionsstörungen – Kompensationsmöglichkeiten zu schaffen.
Physiotherapeuten beeinflussen auch Funktionsstörungen innerer Organe, verbessern die Eigen- und Fremdwahrnehmung sowie die Sozialkompetenz und können ebenfalls auf die psychische Leistungsfähigkeit einwirken.
Ziele der Physiotherapie sind darüber hinaus, Eigenständigkeit und Selbstständigkeit des Patienten zu fördern und die Selbstheilungskräfte des Organismus zu aktivieren; wo Selbständigkeit des Patienten nicht zu erreichen ist, gehört zu den physiotherapeutischen Aufgaben das Anleiten von Angehörigen (z. B. in der Pädiatrie, Geriatrie oder bei schweren neurologischen Störungen).

### Tätigkeitsfelder
- Prävention
  - Vorbeugung gegen berufliche Fehlhaltungen, Vermeidung von Berufskrankheiten und generellen Volkskrankheiten, die auf Fehl- oder Mangelbelastung beruhen, Schulung von Risikopatienten
- stationäre und ambulante Therapie
  - bei inneren Erkrankungen (z. B. Herzinfarkt, Herzinsuffizienz, Diabetes mellitus, Lungenentzündung)
  - bei orthopädischen Erkrankungen (z. B. Fehlstellung, Arthrose, Skoliose, Bandscheibenvorfall, Schmerzreduktion)
  - bei neurologischen Erkrankungen (z. B. Polyneuropathie, Schlaganfall, Parkinson-Krankheit, ataktischer Symptomenkomplex)
  - in der Traumatologie (z. B. nach Fraktur, künstlichem Gelenk, Amputation, Sehnenriss, Narbendehnung)
  - bei rheumatischen Erkrankungen (z. B. Polyarthrose, Morbus Bechterew)
  - bei geriatrischen Patienten (z. B. Kräftigung und Stabilisierung multimorbider Patienten, Einüben täglicher Bewegungsabläufe, Sturz-Prophylaxe, Handling mit Hilfsmitteln)
  - in der Gynäkologie (z. B. Schwangerschaftsgymnastik, Rückbildungsgymnastik)
  - in der Pädiatrie (z. B. motorische Störungen, spastische Störungen, atonische/hypertonische Störungen, Behandlung von Frühgeborenen). Eine von der TK in Auftrag gegebene Forsa-Umfrage unter 1.000 Eltern schulpflichtiger Kinder zeigte, dass jedes fünfte Kind in einer Physiotherapie war.[7]
  - in der Psychiatrie sind zu den Nebenerkrankungen aus anderen Fachbereichen häufig Störungen im Erleben und Verhalten anzutreffen. Vor allem das Verbessern der Wahrnehmungs- und Entspannungsfähigkeit stehen bei den physiotherapeutischen Behandlungen im Vordergrund. Der Therapeut benötigt zudem ein Verständnis für die Entstehung von spontan-affektiven Störungen.
- Rehabilitation nach Unfällen, nach langfristigen Erkrankungen, zur Wiederherstellung der natürlichen Beweglichkeit, Kraft und Geschicklichkeit des Patienten, Rückführung zum Beruf
- Kurwesen
  - zur Erhaltung der körperlichen und geistigen Gesundheit und Leistungsfähigkeit
- Wellnessbereich
  - zur Erhaltung des körperlichen und geistigen Wohlbefindens, Hilfe bei Stressbewältigung
- Heilgymnastik (alter Begriff für Physiotherapie)

### Arbeitsort
Physiotherapeuten arbeiten hauptsächlich in Krankenhäusern, Vorsorge- und Rehabilitationskliniken, in Facharzt- und physiotherapeutischen Praxen, in Altenheimen, Rehabilitationszentren und in Einrichtungen zur Eingliederung und Pflege von Menschen mit Behinderung. Vorwiegend sind sie in Behandlungsräumen tätig, manchmal auch in Krankenzimmern, Sporthallen, Gymnastikräumen oder Schwimmbädern. Bedingt behandeln Physiotherapeuten Patienten auch in deren Zuhause.

## Berufsverbände
In Deutschland gibt es verschiedene Vereine, die die Interessen von Physiotherapeuten vertreten:
- Bundesverband selbstständiger Physiotherapeuten – IFK e. V.
- Deutscher Verband für Physiotherapie  (ZVK) e. V.
- Berufs- und Wirtschaftsverband der Selbstständigen in der Physiotherapie (VDB) e. V.
- Verband für Physiotherapie – Vereinigung für die physiotherapeutischen Berufe (VPT) e. V.

In Österreich stellt Physio Austria, der Bundesverband der PhysiotherapeutInnen die alleinige berufliche Interessenvertretung dar.
In der Schweiz werden die Interessen von Physiotherapeuten durch Physioswiss vertreten.